# Jim Pugh
Pour les articles homonymes, voir Pugh.
Jim Pugh, né le 5 février 1964 à Burbank en Californie, est un ancien joueur de tennis professionnel américain.
Il s'est principalement consacré au double, se classant premier à l'ATP pendant 21 semaines entre juin 1989 et novembre 1990. Il a remporté trois tournois du Grand Chelem en double messieurs et cinq en double mixte.
Il est membre de l'équipe américaine qui remporte la Coupe Davis en 1990.

## Parcours dans les tournois duGrand Chelem

### En simple
| Année | Open d'Australie | Open d'Australie | Internationaux de France | Internationaux de France | Wimbledon       | Wimbledon   | US Open         | US Open         |
| ----- | ---------------- | ---------------- | ------------------------ | ------------------------ | --------------- | ----------- | --------------- | --------------- |
| 1986  | —                | —                | —                        | —                        | —               | —           | 1er tour (1/64) | C. van Rensburg |
| 1987  | —                | —                | 3e tour (1/16)           | P. Kuchna                | 1er tour (1/64) | T. Wilkison | 3e tour (1/16)  | I. Lendl        |
| 1988  | 2e tour (1/32)   | R. Krishnan      | 2e tour (1/32)           | E. Sánchez               | 1er tour (1/64) | J. Nyström  | 1er tour (1/64) | T. Mayotte      |
| 1989  | 1er tour (1/64)  | O. Delaitre      | 1er tour (1/64)          | Bo. Becker               | 3e tour (1/16)  | J. McEnroe  | 1er tour (1/64) | W. Masur        |
| 1990  | 1er tour (1/64)  | I. Lendl         | 2e tour (1/32)           | P. Haarhuis              | 2e tour (1/32)  | M. Chang    | 2e tour (1/32)  | E. Sánchez      |
| 1991  | 1er tour (1/64)  | G. Prpić         | —                        | —                        | 1er tour (1/64) | M. Petchey  | 1er tour (1/64) | G. Stafford     |

N.B. : à droite du résultat se trouve le nom de l'ultime adversaire.

### En double
| Année | Open d'Australie            | Open d'Australie           | Internationaux de France    | Internationaux de France   | Wimbledon                  | Wimbledon                   | US Open                        | US Open                 |
| ----- | --------------------------- | -------------------------- | --------------------------- | -------------------------- | -------------------------- | --------------------------- | ------------------------------ | ----------------------- |
| 1986  | —                           | —                          | 2e tour (1/16) C. Di Laura  | S. Edberg A. Järryd        | 1er tour (1/32) Á. Jordan  | L. Bourne R. Simpson        | 1er tour (1/32) M. Christensen | R. Leach T. Pawsat      |
| 1987  | —                           | —                          | 1er tour (1/32) C. Mezzadri | M. Schapers M. Šrejber     | 1er tour (1/32) K. Jones   | P. Annacone C. van Rensburg | 1/8 de finale B. Willenborg    | J. Nyström M. Wilander  |
| 1988  | Victoire R. Leach           | J. Bates P. Lundgren       | 1/4 de finale R. Leach      | J. Fitzgerald A. Järryd    | 1/8 de finale R. Leach     | P. Aldrich D. Visser        | Finale R. Leach                | S. Casal E. Sánchez     |
| 1989  | Victoire R. Leach           | D. Cahill M. Kratzmann     | 1er tour (1/32) R. Leach    | A. Antonitsch R. Osterthun | Finale R. Leach            | J. Fitzgerald A. Järryd     | 1/4 de finale R. Leach         | J. McEnroe M. Woodforde |
| 1990  | 1/2 finale R. Leach         | G. Connell G. Michibata    | 1/8 de finale R. Leach      | G. Ivanišević P. Korda     | Victoire R. Leach          | P. Aldrich D. Visser        | 1er tour (1/32) R. Leach       | N. Aerts D. Marcelino   |
| 1991  | 1/8 de finale R. Leach      | W. Masur J. Stoltenberg    | Finale R. Leach             | J. Fitzgerald A. Järryd    | 1er tour (1/32) R. Leach   | G. Ivanišević J. McEnroe    | 2e tour (1/16) R. Leach        | P. Korda K. Nováček     |
| 1992  | 1er tour (1/32) P. Annacone | L. Jensen L. Warder        | 1/4 de finale P. Korda      | J. Hlasek M. Rosset        | 1er tour (1/32) P. Korda   | J.-L. de Jager M. Ondruska  | 1er tour (1/32) P. Korda       | F. Montana B. Shelton   |
| 1993  | —                           | —                          | 1er tour (1/32) Van Emburgh | R. Deppe D. Rikl           | 2e tour (1/16) B. Haygarth | W. Ferreira M. Stich        | 1er tour (1/32) B. Haygarth    | T. Nijssen C. Suk       |
| 1994  | 1er tour (1/32) J. Lozano   | T. Nijssen C. Suk          | 1er tour (1/32) F. Montana  | P. Annacone D. Flach       | 2e tour (1/16) F. Montana  | T. Nijssen C. Suk           | 1er tour (1/32) F. Montana     | S. Casal E. Sánchez     |
| 1995  | 1er tour (1/32) S. Cannon   | T. Woodbridge M. Woodforde | —                           | —                          | —                          | —                           | —                              | —                       |

N.B. : le nom du ou de la partenaire se trouve sous le résultat ; le nom des ultimes adversaires se trouve à droite.

## Participation aux Masters

### En double
| Année | Ville          | Surface         | Partenaire | Résultats | Résultat final    |
| ----- | -------------- | --------------- | ---------- | --------- | ----------------- |
| 1988  | Londres        | Moquette indoor | Rick Leach | 4v, 1d    | Vainqueur         |
| 1989  | Londres        | Moquette indoor | Rick Leach | 1v, 3d    | Éliminé en poules |
| 1990  | Sanctuary Cove | Dur ext.        | Rick Leach | 1v, 2d    | Éliminé en poules |

## Classement ATP

### Périodes au rang de numéro un mondial en double
| Précédé par                 | Dates                   | Suivi par                   | Nombre de semaines | Cumul |
| --------------------------- | ----------------------- | --------------------------- | ------------------ | ----- |
| Jim Grabb                   | 19/06/1989 - 10/09/1989 | John McEnroe                | 12                 | 12    |
| Rick Leach                  | 28/05/1990 - 22/07/1990 | Pieter Aldrich Danie Visser | 8                  | 20    |
| Pieter Aldrich Danie Visser | 13/08/1990 - 09/09/1990 | Pieter Aldrich Danie Visser | 4                  | 24    |
| Pieter Aldrich Danie Visser | 05/11/1990 - 11/11/1990 | Pieter Aldrich Danie Visser | 1                  | 25    |
| Pieter Aldrich Danie Visser | 19/11/1990 - 25/11/1990 | Pieter Aldrich Danie Visser | 1                  | 26    |